# Colorado Flames
Die Colorado Flames waren ein US-amerikanisches Eishockeyfranchise der Central Hockey League aus Denver, Colorado.  

## Geschichte
Die Colorado Flames nahmen zur Saison 1982/83 den Spielbetrieb in der Central Hockey League auf. Die Mannschaft wurde nach den Calgary Flames aus der National Hockey League benannt, deren Farmteam sie war. In ihren einzigen beiden Spielzeiten belegten sie unter dem kanadischen Trainer Pierre Pagé den zweiten und schließlich den ersten Platz nach der regulären Saison. In den Playoffs um den Adams Cup scheiterten sie in ihrer Premierenspielzeit in der ersten Runde an den Birmingham South Stars, denen sie in der Best-of-Seven-Serie mit 2:4 Siegen unterlagen. Im Anschluss an die Saison 1983/84 wurde die Central Hockey League aufgelöst und auch die Colorado Flames stellten den Spielbetrieb ein.

## Saisonstatistik
Abkürzungen: GP = Spiele, W = Siege, L = Niederlagen, T = Unentschieden, OTL = Niederlagen nach Overtime SOL = Niederlagen nach Shootout, Pts = Punkte, GF = Erzielte Tore, GA = Gegentore, PIM = Strafminuten
| Saison    | GP | W  | L  | T | OTL | SOL | Pts | GF  | GA  | Platz   | Playoffs                       |
| 1982–1983 | 80 | 41 | 36 | 3 | —   | —   | 85  | 322 | 322 | 2., CHL | Niederlage in der ersten Runde |
| 1983–1984 | 76 | 48 | 25 | 3 | —   | —   | 99  | 343 | 287 | 1., CHL | Niederlage in der ersten Runde |

## Team-Rekorde

### Karriererekorde
| Spiele:       | 140 | Kanada             | Bruce Eakin    |
| Tore:         | 64  | Vereinigte Staaten | Dan Bolduc     |
| Assists:      | 115 | Kanada             | Bruce Eakin    |
| Punkte:       | 172 | Kanada             | Bruce Eakin    |
| Strafminuten: | 292 | Kanada             | Randy Turnbull |

## Bekannte Spieler
- Brian Bradley
- Bruce Eakin
- Bob Francis
- Gord Hampson
- Tim Hunter
- Kevin LaVallée
- Al MacInnis